# Olney (Texas)
Olney es una ciudad ubicada en el condado de Young en el estado estadounidense de Texas. En el Censo de 2010 tenía una población de 3.285 habitantes y una densidad poblacional de 625,11 personas por km².

## Geografía
Olney se encuentra ubicada en las coordenadas 33°21′51″N 98°45′31″O / 33.36417, -98.75861. Según la Oficina del Censo de los Estados Unidos, Olney tiene una superficie total de 5.26 km², de la cual 5.24 km² corresponden a tierra firme y (0.3%) 0.02 km² es agua.

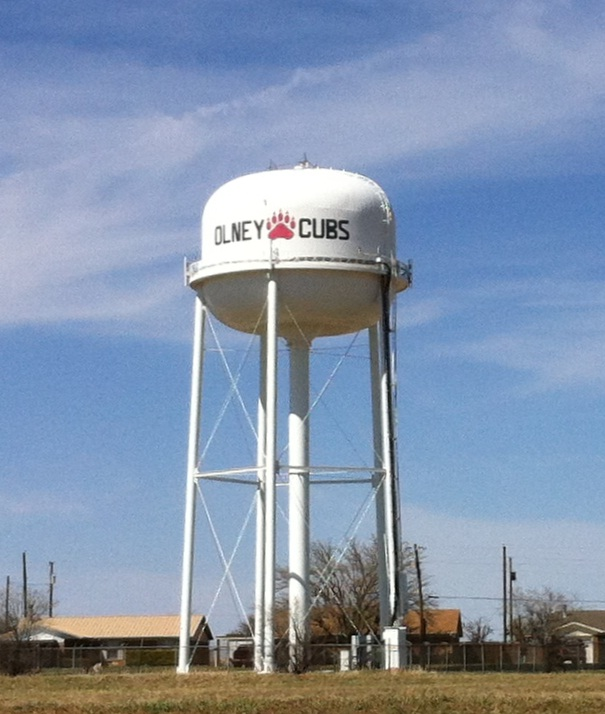
Torre de agua

## Demografía
Según el censo de 2010, había 3.285 personas residiendo en Olney. La densidad de población era de 625,11 hab./km². De los 3.285 habitantes, Olney estaba compuesto por el 88.89% blancos, el 2.22% eran afroamericanos, el 0.76% eran amerindios, el 0.43% eran asiáticos, el 0% eran isleños del Pacífico, el 4.78% eran de otras razas y el 2.92% pertenecían a dos o más razas. Del total de la población el 20.58% eran hispanos o latinos de cualquier raza.